# Klimowka (obwód samarski)
Klimowka (ros. Климовка) – wieś (sieło) w Rosji, w obwodzie samarskim, w rejonie szygońskim. W 2010 liczyła 186 mieszkańców.

## Paleontologia
W 2016 roku R. A. Gunchin odkrył w pobliżu wsi skamieniały ząb rekina Ptychodus w osadach santonijskiego okresu kredy.